# Славгородский уезд
Сла́вгородский уезд — административно-территориальная единица в составе Алтайской и Омской губерний Российского государства и РСФСР СССР, существовавшая в 1917—1925 годах.
Уездный центр — город Славгород.

## История
17 июня 1917 года образован Славгородский уезд в составе Алтайской губернии, выделенных из Томской губернии. Местом пребывания уездных учреждений назначен город Славгород.
Советская власть установлена мирным путём 12 марта 1918 года.
17 января 1921 года Славгородский уезд был передан в состав Омской губернии.
13 июня 1921 года Волчанская, Баклушевская и Лянинская волости были переданы в создаваемую Новониколаевскую губернию.
В феврале 1923 года из Каменского уезда Новониколаевской губернии в Славгородский уезд была передана Плесо-Курьинская волость.
В 1925 году Славгородский уезд был упразднён, а его территория передана в Славгородский округ Сибирского края.